# Terrorist Threats
Terrorist Threats – drugi i jednocześnie ostatni album amerykańskiej grupy hip-hopowej Westside Connection. Płyta wydana w roku 2003. Płyta osiągnęła status złotej.

## Lista utworów
1. „A Threat to the World” (Intro)
2. „Call 9-1-1"
3. „Potential Victims”
4. „Gangsta Nation” (gościnnie Nate Dogg)
5. „Get Ignit”
6. „Pimp the System” (gościnnie Butch Cassidy)
7. „Don’t Get Outta Pocket” (gościnnie K-Mac)
8. „Izm”
9. „So Many Rappers in Love”
10. „Lights Out” (gościnnie Knoc-turn’al)
11. „Bangin’ at the Party” (gościnnie K-Mac, Skoop i Young Soprano)
12. „You Gotta Have Heart”
13. „Terrorist Threats”
14. „Superstar (Double Murder = Double Platinum)”

## Single
- Gangsta Nation – 2003